# Nunatak Stojkij
Nunatak Stojkij är en nunatak i Antarktis. Den ligger i Östantarktis. Australien gör anspråk på området. Toppen på Nunatak Stojkij är 5 meter över havet.
Terrängen runt Nunatak Stojkij är platt västerut, men österut är den kuperad. Trakten är obefolkad. Det finns inga samhällen i närheten.